# Oberhau
Der Oberhau ist eine der Stadt Königswinter zugehörige Gemarkung, zu der 13 Orte gehören. Zur historischen Region Oberhau wird darüber hinaus die Ortschaft Willmeroth gezählt.

## Geographie
Der Oberhau gehört zur Bergregion von Königswinter am Rhein im Rhein-Sieg-Kreis. Die Bergregion ist die dem Rhein abgewandte Seite des Siebengebirges, naturräumlich liegt sie im Nordwesten der Asbacher Hochfläche in den Ausläufern des Niederwesterwalds. Der nächstgelegene größere Ort außerhalb der Gemarkung ist Oberpleis. In zentraler Lage liegt die Ortschaft Eudenbach, in der auch die örtliche Grundschule sowie die Mehrzweckhalle liegen. Im östlichen Teil befinden sich an bzw. auf der Mußer Heide (auch Musser Heide) die Naturschutzgebiete Komper Heide und Segelfluggelände Eudenbach mit dem auf rheinland-pfälzischer Seite um den alten Grenzpunkt Lökestein sich anschließenden Naturschutzgebiet Buchholzer Moor mit Lökestein und Sauerwieser Heide, im Nordwesten das Naturschutzgebiet Basaltsteinbruch Hühnerberg.

## Geschichte
Der Name leitet sich vermutlich von dem Begriff „Oberer Hau“ (Hau = Schlag) ab. Einer These zufolge wurde die Bezeichnung im 13. Jahrhundert durch Priester und Bedienstete der Propstei Oberpleis eingeführt, die dort Holz schlugen.
Der Oberhau gehörte als Honschaft zum Kirchspiel Oberpleis im bergischen Amt Blankenberg. Das Herzogtum Berg ging im Zusammenhang mit der Bildung des Rheinbunds von 1806 im Großherzogtum Berg auf. Die vormalige Honschaft Oberhau bildete von 1808 bis 1813 eine der 31 Gemeinden bzw. Ortsbezirke im Kanton Hennef und wurde von der Mairie Oberpleis (ab 1813 „Bürgermeisterei Oberpleis“) verwaltet. In preußischer Zeit (ab 1815) blieb der Oberhau als Kataster- bzw. Steuergemeinde Teil der Bürgermeisterei Oberpleis und wurde dem Kreis Siegburg (ab 1825 „Siegkreis“) zugeordnet. Die Gemeinde wurde 1845/46 in die neugebildete und politisch eigenständige Gemeinde Oberpleis eingegliedert.
Seit dem Jahr 2000 expandierte die Gegend durch die Ausweisung neuer Baugebiete und den daraus resultierenden Zuzug sehr stark. Obwohl der Name Oberhau heute nur noch als Gemarkung rechtliche Relevanz besitzt, wird er bis heute von seinen Einwohnern verwendet („Ich wohne im Oberhau“), was vermutlich in der geografischen Zusammengehörigkeit der Orte sowie gemeinsamen Vereinen wie z. B. der Karnevalsgesellschaft Spitz pass op! begründet liegt.

## Gliederung
Der Oberhau umfasst die Orte Eudenbach, Eudenberg, Faulenbitze, Gratzfeld, Hühnerberg, Kappesbungert, Kochenbach, Komp, Kotthausen, Quirrenbach, Rostingen, Sassenberg, Schnepperoth und den Hof Schwirzpohl.
Vielfach wird auch die katastermäßig zur Gemarkung Berghausen gehörende, aber ebenfalls zum Stadtteil Eudenbach gezählte Ortschaft Willmeroth mit in den Oberhau einbezogen.

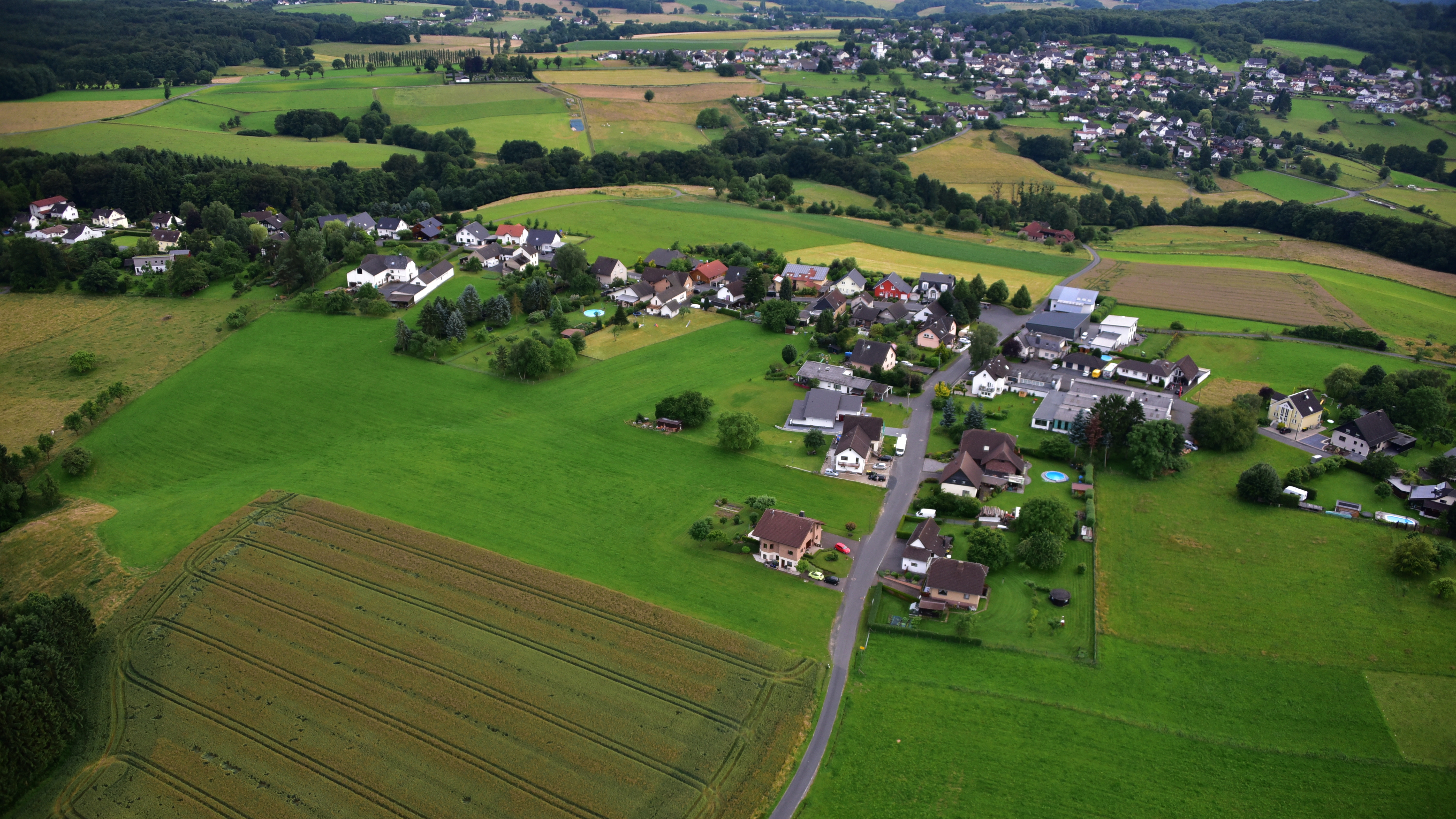
Sassenberg, Luftaufnahme (2016)

## Öffentliche Einrichtungen

### Schulen
- Katholische Grundschule Eudenbach

### Kindergärten
- Kindergarten Eudenbach, seit 2008 in Trägerschaft der Fröbel-Gruppe Köln
- Kindertagesstätte Regenbogen, Quirrenbach, Elterninitiative Regenbogen e. V. seit 1997

### Freizeiteinrichtungen und Sportanlagen
- Sport- und Mehrzweckhalle Eudenbach
- Sportplatz Eudenbach
- Segelfluggelände Eudenbach

## Trivia
- „Dichterbrand“, ein „Siebengebirgskrimi“ von Norman Liebold, spielt in Eudenbach. Quirin Hundtemann, Privatdetektiv und Literaturwissenschaftler, ermittelt darin in dem Fall des auf dem dortigen Campingplatz umgekommenen Schriftstellers Richard Beckmann.